# 森田俊介

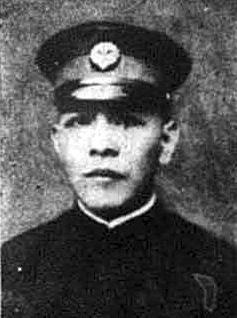
森田俊介

森田俊介（1899年12月27日—1980年10月6日）出生於福岡縣，東京帝國大學法學部政治科畢業，為日本昭和前期之台灣日治時期政府官員。
於1941年擔任台灣台中州知事，管轄今台中市、台中縣、彰化縣、南投縣等區域。戰後擔任日本遺族更生聯盟秘書長、「台灣協會」理事。